# Japan op de Olympische Jeugdwinterspelen 2012
Japan was een van de landen die deelnam aan de Olympische Jeugdwinterspelen 2012 in Innsbruck, Oostenrijk.

## Medailleoverzicht
| Sport                                                                    | Olympiër         | Onderdeel                 | Medaille |
| ------------------------------------------------------------------------ | ---------------- | ------------------------- | -------- |
| Schansspringen                                                           | Sara Takanashi   | individueel (v)           | Goud     |
| Snowboarden                                                              | Hikaru Ohe       | half-pipe (v)             | Goud     |
| Kunstrijden                                                              | Shoma Uno        | solo (m)                  | Zilver   |
| Langlaufen                                                               | Kentaro Ishikawa | 10 km klassiek (m)        | Zilver   |
| Schaatsen                                                                | Seitaro Ichinohe | 3000 m (m)                | Zilver   |
| Schaatsen                                                                | Seitaro Ichinohe | massastart (m)            | Zilver   |
| Schaatsen                                                                | Rio Harada       | 3000 m (v)                | Zilver   |
| IJshockey                                                                | Seiya Furukawa   | vaardigheidswedstrijd (m) | Brons    |
| Noordse combinatie                                                       | Go Yamamoto      | individueel (m)           | Brons    |
| Schaatsen                                                                | Toshihiro Kakui  | 500 m (m)                 | Brons    |
| Schaatsen                                                                | Seitaro Ichinohe | 1500 m (m)                | Brons    |
| Schaatsen                                                                | Sumire Kikuchi   | 1500 m (v)                | Brons    |
| Schaatsen                                                                | Sumire Kikuchi   | massastart (v)            | Brons    |
| Schansspringen                                                           | Yukiya Sato      | individueel (m)           | Brons    |
| Shorttrack                                                               | Sumire Kikuchi   | 1000 m (v)                | Brons    |
| Snowboarden                                                              | Taku Hiraoka     | half-pipe (m)             | Brons    |
| Als lid van een gemengd landenteam (telt niet mee voor landenklassement) |                  |                           |          |
| Kunstrijden                                                              | Shoma Uno        | gemengd team              | Goud     |

## Deelnemers en resultaten
(m) = mannen, (v) = vrouwen 

### Alpineskiën
| Olympiër        | Onderdeel           | Resultaat | Prestatie                          |
| --------------- | ------------------- | --------- | ---------------------------------- |
| Seiya Hiroshima | super g (m)         | 12e       | 1.06,00 (+1,55)                    |
| Seiya Hiroshima | supercombinatie (m) | 11e       | 1.43,40 (+2,95) (1.05,54, 37,86)   |
| Seiya Hiroshima | reuzenslalom (m)    | 7e        | 1.54,76 (+3,06) (59,09, 55,67)     |
| Seiya Hiroshima | slalom (m)          | 25e       | 1.30,32 (+11,96) (47,64, 42,68)    |
|                 |                     |           |                                    |
| Kayo Denda      | super g (v)         | 23e       | 1.10,77 (+4,99)                    |
| Kayo Denda      | supercombinatie (v) | 18e       | 1.48,24 (+7,42) (1.09,29, 38,95)   |
| Kayo Denda      | reuzenslalom (v)    | 23e       | 2.02,67 (+6,54) (1.00,99, 1.01,68) |
| Kayo Denda      | slalom (v)          | -         | - (-) (DNF, -)                     |

### Bobsleeën
| Olympiër                      | Onderdeel       | Resultaat | Prestatie                       |
| ----------------------------- | --------------- | --------- | ------------------------------- |
| Maria Oshigiri Shizuka Uehara | tweemansbob (v) | 8e        | 1.55.15 [57,55 (8) + 57,60 (8)] |

### Curling
| Olympiër                                                    | Onderdeel      | Resultaat   | Prestatie |
| ----------------------------------------------------------- | -------------- | ----------- | --- |
| Tsukasa Horigome Shingo Usui Mizuki Kitaguchi Mako Tamakuma | gemengd team   | 7e          | Voorronde: rode groep 5-3 Italië 7-5 Oostenrijk 5-6 Rusland 7-5 Groot-Brittannië 9-2 Duitsland 4-9 Canada 4-5 Zweden Kwartfinale 3-4 Zwitserland |
|                                                             |                |             | |
| Tsukasa Horigome + RUS Anastasia Moskaleva                  | dubbeltoernooi | kwartfinale | 1/32F: 8-2 CAN Emily Gray + EST Robert-Kent Paell 1/16F: 7-1 GBR Rachel Hannen + CZE Marek Cernovsky KF: 6-7 KOR Kim Eunbi + NOR Martin Sesaker |
| Shingo Usui + CHN Cao Ying                                  | dubbeltoernooi | 1/32 finale | 1/32F: 4-6 CAN Corryn Brown + AUT Martin Reichel |
| Mizuki Kitaguchi + GBR Thomas Muirhead                      | dubbeltoernooi | 1/32 finale | 1/32F: 5-9 NZL Kelsi Heath + CAN Thomas Scoffin |
| Mako Tamakuma + KOR Yoo Minhyeon                            | dubbeltoernooi | 4e          | 1/32F: 14-1 GER Frederike Manenr + CAN Derek Oryniak 1/16F: 9-4 AUT Irena Brettbacher + ITA Amos Mosaner KF: 7-4 USA Taylor Anderson + GBR Dunzan Menzies HF: 6-13 KOR Kim Eunbi + NOR Martin Sesaker 3e/4e: 5-6 RUS Marina Verenich + USA Korey Dropkin |

### Freestyleskiën
| Olympiër        | Onderdeel     | Resultaat | Prestatie                          |
| --------------- | ------------- | --------- | ---------------------------------- |
| Yuki Nakagawa   | ski-cross (m) | 16e       | 1.00,27                            |
|                 |               |           |                                    |
| Nanaho Kiriyama | half pipe (v) | 8e        | niet gekwalificeerd voor de finale |

### IJshockey
| Olympiër       | Onderdeel                 | Resultaat | Prestatie                                |
| -------------- | ------------------------- | --------- | ---------------------------------------- |
| Seiya Furukawa | vaardigheidswedstrijd (m) | Brons     | 19 punten (kwalificatie: 2e (30 punten)) |
|                |                           |           |                                          |
| Akane Deguchi  | vaardigheidswedstrijd (v) | 7e        | 16 punten (kwalificatie: 4e (20 punten)) |

### Kunstrijden
| Olympiër                                                                | Onderdeel           | Resultaat | Prestatie                                          |
| ----------------------------------------------------------------------- | ------------------- | --------- | -------------------------------------------------- |
| Shu Nakamura                                                            | solo (m)            | 6e        | 154.22 [kk: 42.34 (10), vk: 111.88 (3)]            |
| Shoma Uno                                                               | solo (m)            | Zilver    | 167.15 [kk: 51.52 (6), vk:115.63 (2)]              |
|                                                                         |                     |           |                                                    |
| Risa Shoji                                                              | solo (v)            | 6e        | 135.02 [kk: 47.29 (6), vk: 88.03 (5)]              |
|                                                                         |                     |           |                                                    |
| Team 4 USA Jordan Bauth Shoma Uno BLR Eugenia Tkachenka / Yuri Gulitski | gemengd landen team | Goud      | 16 pnt. (234.92) 07 (77.84) 07 (112.72) 02 (44.36) |

### Langlaufen
| Olympiër           | Onderdeel          | Resultaat | Prestatie         |
| ------------------ | ------------------ | --------- | ----------------- |
| Kentaro Ishikawa   | 10 km klassiek (m) | Zilver    | 29.40,2 (+11,4)   |
| Kentaro Ishikawa   | sprint (m)         | 6e        | finale            |
| Takuto Terabayashi | 10 km klassiek (m) | 17e       | 31.30,9 (+2.02,1) |
| Takuto Terabayashi | sprint (m)         | 32e       | kwalificatie      |
|                    |                    |           |                   |
| Maki Ohdaira       | 5 km klassiek (v)  | 19e       | 16.34,8 (+2.16,8) |
| Maki Ohdaira       | sprint (v)         | 34e       | kwalificatie      |
| Kozue Takizawa     | 5 km klassiek (v)  | 8e        | 15.45,3 (+1.27,3) |
| Kozue Takizawa     | sprint (v)         | 30e       | kwartfinale       |

### Noordse combinatie
| Olympiër    | Onderdeel     | Resultaat | Prestatie                                                       |
| ----------- | ------------- | --------- | --------------------------------------------------------------- |
| Go Yamamoto | Gundersen (m) | Brons     | schansspringen: 75,5 m - 132,5 p. (2e +0.20) langlaufen: +8,5 s |

### Schaatsen
| Olympiër         | Onderdeel      | Resultaat | Prestatie                      |
| ---------------- | -------------- | --------- | ------------------------------ |
| Seitaro Ichinohe | 1500 m (m)     | Brons     | 2.00,30 (+ 6,10)               |
| Seitaro Ichinohe | 3000 m (m)     | Zilver    | 4.10,00 (+ 6,78)               |
| Seitaro Ichinohe | massastart (m) | Zilver    | 7.11,45 (+ 1,22)               |
| Toshihiro Kakui  | 500 m (m)      | Brons     | 77,82 (+ 2,32) [38,88 + 38,94] |
| Toshihiro Kakui  | 1500 m (m)     | 12e       | 2.05,02 (+ 10,82)              |
| Toshihiro Kakui  | massastart (m) | 4e        | 7.13,10 (+ 2,87)               |
|                  |                |           |                                |
| Rio Harada       | 1500 m (v)     | 7e        | 2.15,15 (+ 6,98)               |
| Rio Harada       | 3000 m (v)     | Zilver    | 4.41,85 (+ 4,52)               |
| Rio Harada       | massastart (v) | 6e        | 6.03,56 (+ 2,50)               |
| Sumire Kikuchi   | 1500 m (v)     | Brons     | 2.11,33 (+ 3,16)               |
| Sumire Kikuchi   | massastart (v) | Brons     | 6.01,24 (+ 0,18)               |

### Schansspringen
| Olympiër                                          | Onderdeel                                        | Resultaat | Prestatie                                                            |
| ------------------------------------------------- | ------------------------------------------------ | --------- | -------------------------------------------------------------------- |
| Yukiya Sato                                       | individueel (m)                                  | Brons     | 260,1 ptn. (77,0 m en 73,0 m)                                        |
|                                                   |                                                  |           |                                                                      |
| Sara Takanashi                                    | individueel (v)                                  | Goud      | 269,3 ptn. (76,5 m en 76,5 m)                                        |
|                                                   |                                                  |           |                                                                      |
| Team Japan Sara Takanashi Go Yamamoto Yukiya Sato | gemengd team noordse combinatie / schansspringen | 5e        | 235,3 + 340,7 = 576,0 pnt. 079,6 + 129,3 087,6 + 102,3 068,1 + 109,1 |

### Shorttrack
| Olympiër                                                                          | Onderdeel                | Resultaat | Prestatie                                            |
| --------------------------------------------------------------------------------- | ------------------------ | --------- | ---------------------------------------------------- |
| Kei Sato                                                                          | 500 m (m)                | 05e       | F (B): 45,600 HF (A/B1): 43,000 KF (1): 43,173       |
| Kei Sato                                                                          | 1000 m (m)               | 04e       | F (A): 1.30,142 HF (A/B1): 1.29,689 KF (1): 1.30,502 |
|                                                                                   |                          |           |                                                      |
| Sumire Kikuchi                                                                    | 500 m (v)                | 05e       | F (B): 48,337 HF (A/B1): 46,200 KF (3): 53,823       |
| Sumire Kikuchi                                                                    | 1000 m (v)               | Brons     | F (A): 1.34,254 HF (A/B2): 1.35,301 KF (4): 1.36,370 |
|                                                                                   |                          |           |                                                      |
| Team D Sumire Kikuchi GER Elisabeth Witt USA Thomas Insuk Hong TPE Yin-Cheng Yang | gemengde landenestafette | 04e       | F (B): 4.24,360 HF (1): 4.23,141                     |
| Team E Kei Sato USA Sarah Warren TPE Yu-Tzu Lin NED Josse Antonissen              | gemengde landenestafette | 06e       | F (B) 4.30,383 HF (2): 4.36,208                      |

### Skeleton
| Olympiër      | Onderdeel | Resultaat | Prestatie                         |
| ------------- | --------- | --------- | --------------------------------- |
| Hiroki Nokura | jongens   | 10e       | 1.59,72 [59,92 (11) + 59,80 (11)] |
| Dan Sato      | jongens   | 9e        | 1.58,89 [59,55 (9) + 59,34 (9)]   |
|               |           |           |                                   |
| Saki Ando     | meisjes   | 14e       | 1.02,42                           |

### Snowboarden
| Olympiër     | Onderdeel    | Resultaat | Prestatie                                      |
| ------------ | ------------ | --------- | ---------------------------------------------- |
| Taku Hiraoka | halfpipe (m) | Brons     | Finale: 3e (84.25) Serie: 1e (95.00) QF        |
|              |              |           |                                                |
| Hikaru Ohe   | halfpipe (v) | Goud      | Finale: 1e (96.25) Kwalificatie: 2e (82.00) QF |